# パプアミド
パプアミド (papuamide) AからDは、カイメンから単離されたデプシペプチドである。パプアミド類は、ヒト免疫不全ウイルス (HIV) からT細胞を防御することが報告されている。これらの化合物はTheonella属カイメンから単離された。カイメンからは、neamphamide A、callipeltin A、mirabamide A-Dなど、構造的に類似した数多くのデプシペプチドが単離されている。
化合物名は、化合物がパプアニューギニアで採取されたカイメン標本から単離されたことに由来する（papua + amide）。